# Beyish - Enenin tamanynda
Beyish - Enenin tamanynda (em quirguiz: Бейиш - эненин таманында) é um filme dramático quirguiz de 2024 dirigido por Ruslan Akun e escrito por Akun e Emil Esenaliev. Estrelado por Esenaliev acompanhado por Anarkul Nazarkulova e Bolot Tentimyshov. É sobre um homem com deficiência intelectual que levará sua mãe para Meca para que ela possa ir para o paraíso.
Foi selecionado como a entrada do Quirguistão para o Melhor Longa-Metragem Internacional no 97º Oscar, mas não foi nomeado.

## Sinopse
Adil é um homem de 35 anos com deficiência intelectual que vive com sua mãe de 75 anos, Raikhan, em uma pequena cidade. Ela sempre diz a Adil que ele irá direto para o céu, mas ele não quer ir sem a presença de sua mãe. Um dia, um menino de 8 anos lhe diz que se ele levar sua mãe para a Cidade Sagrada de Meca para o Hajj, então ela irá para o céu. Como resultado, Adil empreende uma viagem a pé até o local enquanto carrega sua mãe em um carrinho de mão.

## Elenco
- Emil Esenaliev como Adil
- Anarkul Nazarkulova como Raikhan
- Bolot Tentimyshov

## Produção
As principais filmagens ocorreram no Quirguistão, Uzbequistão, Cazaquistão, Azerbaijão, Turquia, Egito e Arábia Saudita.

## Lançamento
Estreou em 1º de março de 2024, nos cinemas quirguizes, depois foi lançado em 21 de março de 2024, nos cinemas cazaques, e em 11 de abril de 2024, nos cinemas russos e uzbeques.